# 이미드

일반적인 선형 이미드 작용기

이미드(영어: imide)는 유기화학에서 질소에 결합된 두 개의 아실기로 구성된 작용기이다. 이미드는 구조적으로 산무수물과 관련이 있지만, 이미드는 가수분해에 보다 더 저항적이다. 상업적 활용 측면에서 이미드는 폴리이미드라고 하는 고강도 중합체의 구성 요소로 가장 잘 알려져 있다. 무기 이미드는 고체 또는 기체 화합물로도 알려져 있으며, 이미도기(=NH)도 리간드로 작용할 수 있다.

## 같이 보기
- 아마이드
- 폴리이미드